# Таргелион
Таргелио́н или Фаргелио́н (др.-греч. Θαργηλιών) — одиннадцатый месяц аттического года (второй месяц весны), получивший своё название от праздника Таргелии (др.-греч. Θαργήλια). Месяц этот соответствовал второй половине мая и первой половине июня. Месяц таргелион встречается не только в Аттике, но и в других местностях.

## Праздники

### Во всей древней Греции
1-й и последний дни каждого месяца посвящались Гекате. 1-й день каждого месяца посвящался также Аполлону и Гермесу.

### В античныхАфинах
- 3-й, 13-й и 23-й дни каждого месяца — посвящались Афине[2].
- Три последних дня каждого месяца считались несчастливыми, они посвящались подземным богам[2].
- 6 таргелиона приносилось жертвоприношение Деметре Хлое.
- 6 и 7 таргелиона проводились Таргелии.
- 7-го таргелиона афиняне предавались праздничному веселью, сопровождаемому процессиями и всевозможными состязаниями.
- 16 таргелиона проводились Плинтерии (в честь Афины) (праздник мытья старинной деревянной статуи этой богини).
- 19 таргелиона проводились Бендидии (в честь фракийской богини луны Бендиды, отождествляемой с Артемидой).
- 24 таргелиона проводились Каллинтерии (праздник очищения храма Афины Паллады).
- 25 таргелиона справляли Плинтерии (праздник омовения статуи Афины). Этот день афиняне считали одним из самых злосчастных в году и старались провести его в полном бездействии[3].